# Isa (Kagoshima)

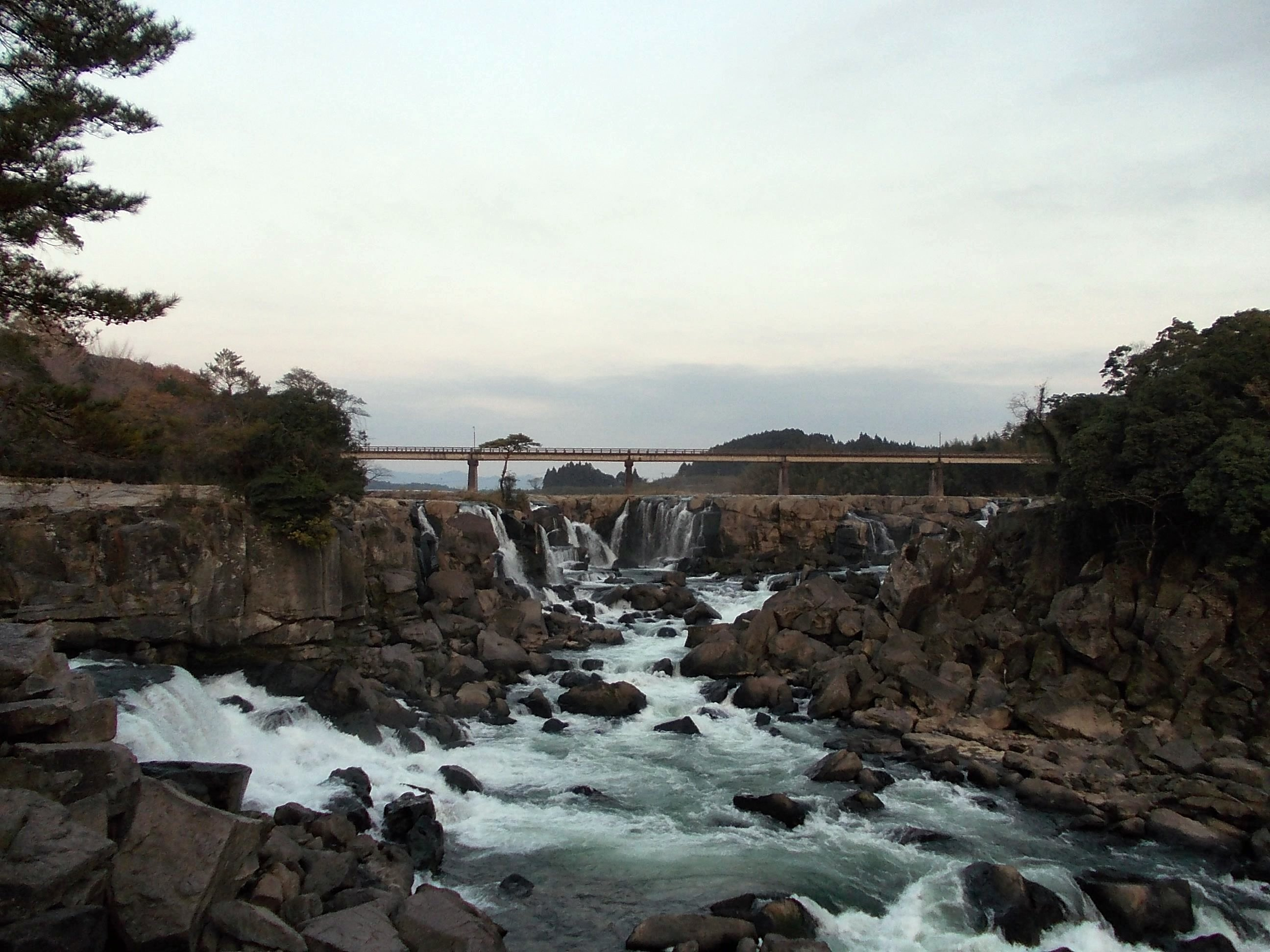
Sogifallen

Isa (japanska: 伊佐市?, Isa-shi) är en stad i Kagoshima prefektur i södra Japan. Staden bildades 2008 genom en sammanslagning av staden Ōkuchi och kommunen Hishikari.